# Le Blanc
Le Blanc – miejscowość i gmina we Francji, w Regionie Centralnym, w departamencie Indre.
Według danych na rok 1990 gminę zamieszkiwało 7361 osób, a gęstość zaludnienia wynosiła 128 osób/km² (wśród 1842 gmin Regionu Centralnego Le Blanc plasuje się na 40. miejscu pod względem liczby ludności, natomiast pod względem powierzchni na miejscu 57.).